# Llista de banderes municipals d'Islàndia
Aquesta és una llista de les banderes municipals d'Islàndia. L'estat es divideix en 79 municipis, és la divisió administrativa de segon nivell, atès que les regions, circumscripcions o comtats només són divisions electorals i estadístiques o històriques. Aquesta és la llista de banderes dels municipis islandesos seguint l'ordre alfabètic de l'islandès.

## Municipis actuals
- Top
- A
- B
- C
- D
- E
- F
- G
- H
- I
- J
- K
- L
- M
- N
- O
- P
- Q
- R
- S
- T
- U
- V
- W
- X
- Y
- Z

## A

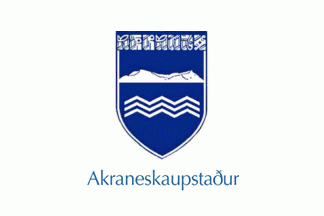
Akraneskaupstaður
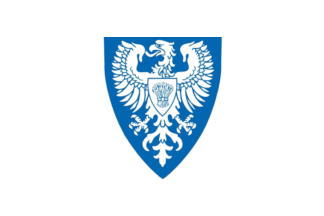
Akureyrarkaupstaður
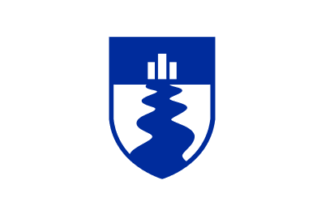
Árborg
Árneshreppur
Ásahreppur
Bæjarhreppur

## B

Bláskógabyggð[a]
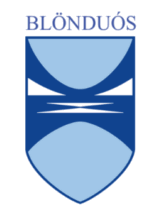
Blönduósbær[b]
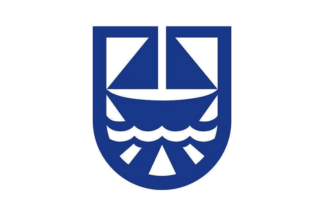
Bolungarvíkurkaupstaður
Borgarbyggð[c]
Borgarfjarðarhreppur
Breiðdalshreppur

## D

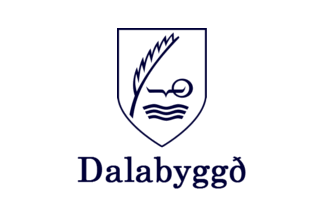
Dalabyggð
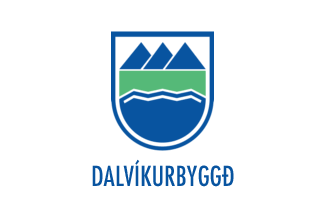
Dalvíkurbyggð

- Dalabyggð[d]
- Dalvíkurbyggð[e]

## E

Eyja- og Miklaholtshreppur[f]
Eyjafjarðarsveit[g]

## F

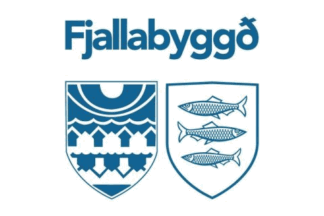
Fjallabyggð[h]
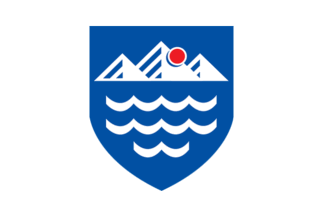
Fjarðabyggð[i]
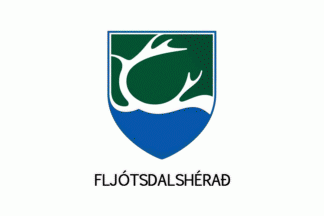
Fljótsdalshérað[j]
Fljótsdalshreppur
Flóahreppur[k]

## G

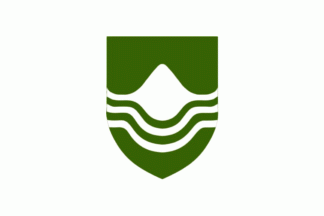
Garðabær
Grímsnes- og Grafningshreppur[l]
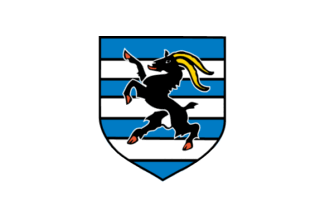
Grindavíkurbær
Grundarfjarðarbær
Grýtubakkahreppur

## H

Hafnarfjarðarkaupstaður
Hörgársveit[m]
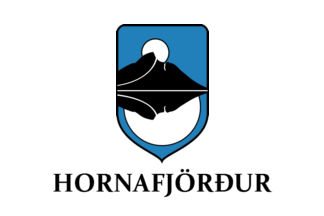
Hornafjörður[n]
Hrunamannahreppur[o]
Húnabyggð
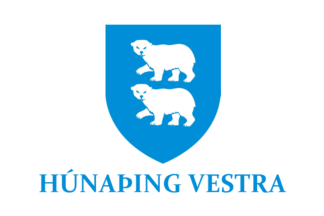
Húnaþing vestra
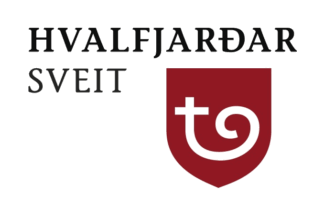
Hvalfjarðarsveit[p]
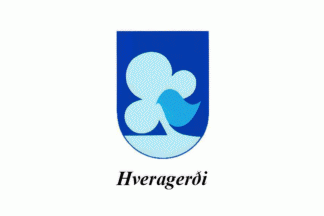
Hveragerði

## I

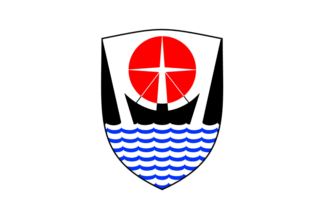
Ísafjarðarbær

- Ísafjarðarbær[q]

## K

Kaldrananeshreppur
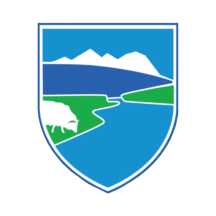
Kjósarhreppur
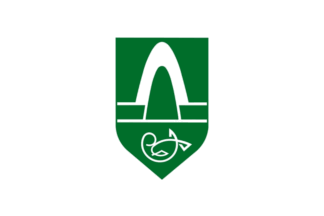
Kópavogsbær

## L

Langanesbyggð

- Langanesbyggð[r]

## M

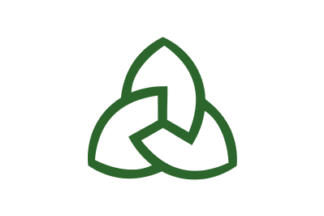
Mosfellsbær
Múlaþing
Mýrdalshreppur

## N

Norðurþing

- Norðurþing[s]

## O

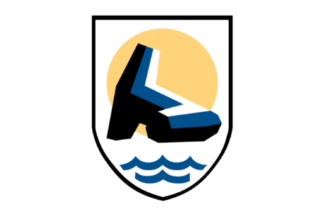
Ölfus

## R

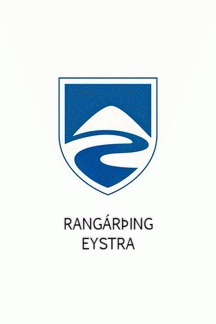
Rangárþing eystra[t]
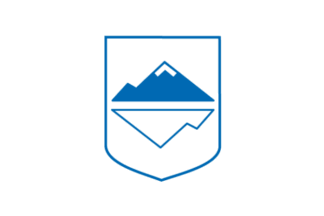
Rangárþing ytra[u]
Reykhólahreppur
Reykjanesbær[v]
Reykjavíkurborg

## S

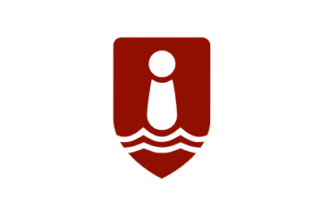
Seltjarnarnesbær
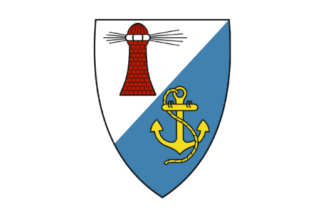
Seyðisfjarðarkaupstaður
Skaftárhreppur
Skagabyggð[w]
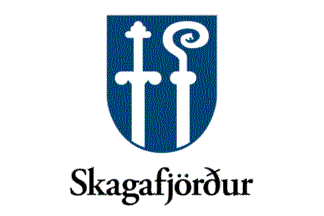
Skagafjörður[x]
Skeiða- og Gnúpverjahreppur[y]
Skorradalshreppur
Skútustaðahreppur
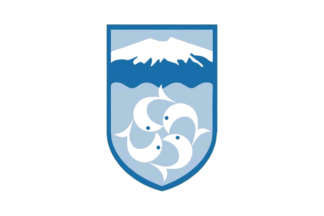
Snæfellsbær[z]
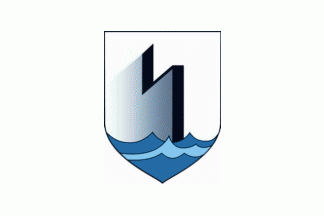
Strandabyggð[aa]
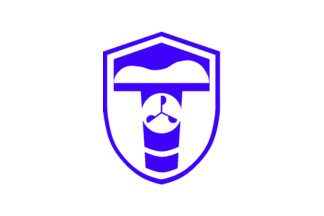
Stykkishólmsbær
Súðavíkurhreppur[ab]
Suðurnesjabær[ac]
Svalbarðshreppur
Svalbarðsstrandarhreppur
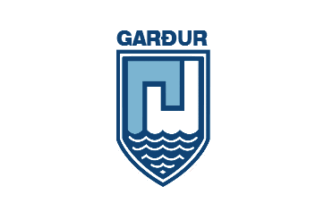
Sveitarfélagið Garður
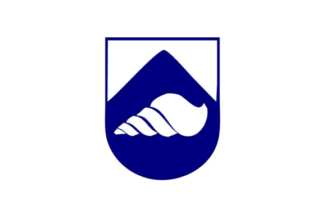
Sveitarfélagið Vogar[ad]

## T

Tálknafjarðarhreppur
Þingeyjarsveit[ae]
Tjörneshreppur

## V

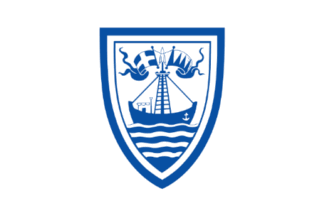
Vestmannaeyjabær
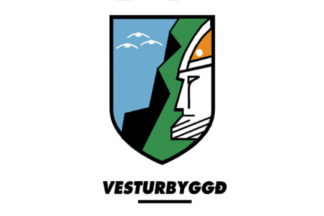
Vesturbyggð[af]
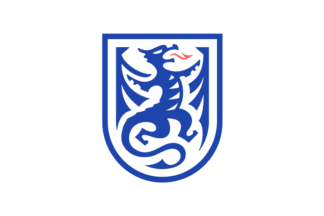
Vopnafjarðarhreppur

## Antics municipis

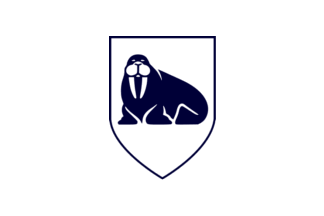
Sandgerðisbær

- Sandgerðisbær[ag]